# Управление по финансовому надзору Исландии
Управление по финансовому надзору Исландии (исл. Fjármálaeftirlitið (FME)) — центральный орган регулирования и надзора за рынком финансовыx услуг, в том числе за банковским и страховым рынками, а также рынком ценных бумаг Исландии.